# سن-شارل-دو-پرسی
سن-شارل-دو-پرسی (به فرانسوی: Saint-Charles-de-Percy) یک کمون سابق در فرانسه است که در کالوادوس واقع شده‌است. سن-شارل-دو-پرسی ۶٫۶۱ کیلومتر مربع مساحت و ۱۹۰ نفر جمعیت دارد و ۱۶۰ متر بالاتر از سطح دریا واقع شده‌است.